# Hernando Pizarro
Hernando Pizarro o bien Hernando Pizarro y Vargas (Trujillo, Extremadura, Corona de Castilla, 1504-ib., Corona de España, 1580) fue un explorador y conquistador español. Era uno de los hermanos de Francisco Pizarro con quien pasó al Perú y tomó parte de las primeras acciones de la conquista del Imperio incaico.
También era pariente lejano de Hernán Cortés, conquistador de México. Encabezó al bando pizarrista durante la primera guerra civil entre los conquistadores del Perú, enfrentando a los almagristas, a quienes derrotó en la batalla de las Salinas. Apresó a Diego de Almagro, a quien hizo estrangular en su celda, para luego decapitar su cadáver en la plaza principal del Cuzco. Ello le valió ser sometido a juicio en España, permaneciendo encarcelado durante veinte años en el Castillo de La Mota. Liberado, se instaló en su natal Trujillo, donde construyó el Palacio de la Conquista.

## Biografía hasta ser comendador de la Orden de Santiago

### Origen familiar y primeros años
Hernando Pizarro fue el único hijo varón legítimo del capitán Gonzalo Pizarro Rodríguez de Aguilar, llamado "el Largo" o "el Romano", y de Isabel de Vargas y Rodríguez de Aguilar, que eran primos. Fue hermano por parte de padre de Francisco Pizarro, Gonzalo Pizarro y Juan Pizarro, todos ellos bastardos, como se denominaban entonces a los hijos nacidos fuera del matrimonio.
Recibió una esmerada educación. Muy joven, se alistó en la milicia, concurriendo a las guerras de Italia y de Navarra; en esta última recibió el grado de capitán. Al morir su padre en 1522, recibió el encargo testamentario de velar por la educación de sus hermanos menores, Juan y Gonzalo.
Se hallaba en su ciudad natal, en 1529, cuando recibió la visita de Francisco Pizarro, su hermano mayor, que ya era conocido por ser un experimentado “indiano”, es decir, explorador y baqueano en suelo americano. Francisco convenció a todos sus hermanos a que lo acompañaran en su nueva expedición hacia América, que salió de España a sus órdenes el año de 1530. La expectativa del clan Pizarro era hacerse ricos a costa del fabuloso imperio de los incas.

### Conquista del Perú
Por entonces, Hernando se perfilaba como un “hombre de alta estatura y grueso”, y de carácter extremadamente prepotente. Pronto se atrajo la enemistad de Diego de Almagro, el socio de Francisco Pizarro en la empresa conquistadora, naciendo entre ambos un odio mal disimulado, que acabaría trágicamente. Idéntico contraste con Hernando de Soto, que había sido privado de la lugartenencia convenida en beneficio de Hernando, apenas sedado.
Convertido en el lugarteniente de Francisco Pizarro, participó en el tercer viaje hacia el Perú, quien se distinguió en varias ocasiones por su valentía.
Llegado a Cajamarca, Hernando junto con de Soto, se dirigieron audazmente al campamento de Atahualpa y, una vez más, Hernando se ganó el aprecio de todos por la osadía mostrada en aquella empresa que resultaría decisiva para la posterior captura del Inca, el 16 de noviembre de 1532, donde actuó como capitán de jinetes.
Con motivo del cobro del rescate del soberano inca, Hernando asumió la difícil misión de acudir, con apenas veinte jinetes, al templo de Pachacámac para encontrar el oro escondido allí por los sacerdotes. En esa coyuntura Hernando demostró su capacidad de liderazgo cuando, ante el inesperado encuentro con Chalcuchímac al mando de sus ejércitos, pudo improvisar una táctica audaz y eficaz. Sin dar muestras de miedo, convenció al experto general de desplegar sus tropas y lo siguiera hasta Cajamarca, amenazando con una posible represalia hacia el prisionero Inca. A su regreso al campamento español Hernando disfrutó de un merecido triunfo. Con apenas veinte jinetes, había regresado con una carga de oro y con el general inca más temido como prisionero.
Hernando, sin embargo, a su regreso a Cajamarca tuvo la desagradable sorpresa de encontrar a Almagro, quien acababa de llegar con un importante contingente de tropas y, una vez más, frente a su odiado rival, no pudo dominar su soberbia y rencor hacia el socio de la empresa conquistadora.

### Vuelta a España y caballero de Santiago
Su hermano Francisco no quiso correr riesgos y pensó bien, con el acuerdo de todos, enviarlo a España a entregar el quinto real perteneciente a la Corona, con el encargo de ilustrar los méritos de los conquistadores españoles y acordar cargos y recompensas por todos los participantes en la empresa.
Estando en dicho trayecto, en Santa María del Puerto de la isla La Española, escribió una extensa carta a los oidores de la Real Audiencia de Santo Domingo sobre los sucesos acaecidos en el descubrimiento y la conquista del Perú, documento que tiene el valor de una crónica (1533).
Al llegar a España con los inmensos tesoros obtenidos de Cajamarca, Hernando obviamente se encontró en el centro de la atención general. El suministro de metales preciosos fue especialmente útil para las agotadas arcas imperiales, empeñadas en hacer frente a la derrochadora política europea de Carlos I. El emperador, sorprendido y entusiasmado por la inesperada empresa de estos lejanos súbditos, estaba más dispuesto que nunca a hacerles honrosas concesiones, sobre todo porque sus donaciones serían satisfechas con los recursos de aquellos remotos territorios. Hernando, por su parte, dejó de lado la espada por el momento, recuperó sus modales de perfecto cortesano y defendió la causa de sus familiares, siendo investido caballero de la Orden de Santiago, y posteriormente, comendador.
Según los acuerdos alcanzados antes de su partida, él también debería haber defendido la causa de Almagro, pero, sin escrúpulos como era, no dudó en hacer todo lo que estuvo a su alcance para dar ventaja a su hermano Francisco sobre su odiado rival. Sin embargo, los funcionarios reales fueron lo suficientemente astutos como para reducir sus problemas y decretaron que Almagro también tendría derecho a un territorio autónomo para gobernar como gobernador.

## Teniente de gobernador del Cuzco, detención, liberación y deceso

### Rebelión inca
Habiendo partido Almagro a Chile, Cuzco quedó bajo la tutela de los jóvenes Juan y Gonzalo Pizarro, mientras su hermano, el gobernador Francisco Pizarro, se ocupaba de la fundación de Lima como su nueva capital. Los dos jóvenes conquistadores, arrogantes e inexpertos, habían recibido la orden de mantener buenas relaciones con Manco Inca, entonces fiel colaborador de los españoles, pero no dudaron en someterlo a vejaciones y opresiones de todo tipo, empujándolo a rebelarse.
Hernando, regresado de España y prontamente al Cuzco en 1535, trató de remediar la situación devolviendo al Inca la dignidad comprometida por sus irresponsables hermanos, pero ya era tarde para recuperar la confianza del exasperado soberano.
De hecho, Manco Inca logró escapar y desató una revuelta masiva que puso en peligro la supervivencia misma de todos los españoles presentes en el Perú. Cuzco quedó aislado y fue sometido a un verdadero asedio por parte de las tropas incaicas. Los españoles, bajo el mando de Hernando, se encontraron luchando por sus vidas en una batalla desesperada, mientras que su hermano Francisco en Lima tuvo que afrontar un ataque similar. Varias veces pareció decaer la suerte de los íberos, pero Hernando, demostrando sus destacadas cualidades de militar, supo contener la furia de los enemigos en largos meses de lucha. En la feroz lucha Juan Pizarro perdió la vida, junto con muchos de sus compatriotas, pero la ciudad resistió el asedio.

### Teniente de gobernador del Cuzco y detención
Acabado el peligro inca, Hernando fue nombrado teniente de gobernador del Cuzco en 1536, sin embargo, otro peligro se avecinaba: Almagro regresaba de Chile, donde la empresa había resultado un fracaso, y estaba decidido a hacer valer sus derechos.
Cuando Almagro llegó cerca del Cuzco, la situación era muy confusa. En la ciudad los Pizarro defendieron sus provisiones. En los alrededores, las tropas de Manco Inca se preparaban para el ataque y un contingente español al mando de Alonso de Alvarado, fiel de los Pizarro, se acercó para liberar a los españoles sitiados.
El adelantado, título designado a Almagro, se dirigió entonces a los ocupantes del Cuzco y les pidió que le entregaran la ciudad. Ellos se negaron y, rompiendo una tregua acordada, le dieron una buena razón para proceder con la ocupación de la capital de los incas. Hernando y su hermano Gonzalo cayeron prisioneros de Almagro, quien dirigió su atención al contingente de Alvarado, produciéndose la batalla de Abancay el 12 de julio de 1537, con resultado favorable para Almagro.

### Liberación y guerra civil entre los conquistadores
Hernando obtuvo su libertad al cabo de un año, gracias a las gestiones de su hermano Francisco, quien prometió solucionar el litigio por la vía pacífica. Sin embargo, una vez libre Hernando y a instancias de su hermano, se puso al frente de los «pizarristas» y encabezó la guerra contra los «almagristas», a quienes derrotó definitivamente en la batalla de las Salinas en 1538.
Almagro fue capturado en el Cuzco y encarcelado, siendo condenado a la pena de decapitación. Pese a los ruegos del viejo capitán, Hernando se mantuvo inflexible en hacer cumplir la sentencia. Ello originó las protestas de muchos vecinos de la ciudad, pues la consideraron extremadamente cruel y arbitraria hacia quien fuera el socio de Francisco Pizarro. Hernando, temiendo una revuelta, ordenó entonces que estrangularan a Almagro en su celda y luego hizo que su cadáver fuera sacado a la plaza principal, para cumplir la sentencia de decapitación.

### Viaje a España para defender la causa pizarrista
Un prominente almagrista, Diego de Alvarado, viajó a España con el propósito de entablar una querella judicial contra los Pizarro por la muerte de Almagro. Francisco Pizarro envió entonces a Hernando a España para que defendiera su causa y logró el nombramiento de Cristóbal Vaca de Castro para que sirviera de árbitro entre los dos partidos. 
Estando en España, Alvarado comprobó lo difícil que era conseguir testigos para que declararan contra Hernando, por el temor que inspiraba este personaje y sus hermanos, pues tenían gran influencia en la corte. Alvarado llegó incluso a retar a duelo a Hernando, para poner fin de una vez al tedioso proceso, pero antes de que se realizara dicho duelo, resultó muerto misteriosamente, esparciéndose el rumor de que había sido envenenado.

### Nuevo encarcelamiento y destierro de Indias
No obstante, el proceso contra Hernando se hallaba ya encaminado y este fue acusado de estar presuntamente implicado en la muerte de Alvarado, así como por la muerte de Almagro. Hernando fue encarcelado primero en el Real Alcázar de Madrid y luego en el Castillo de La Mota (en Medina del Campo, provincia de Valladolid), en donde permaneció durante 20 años, hasta 1561.
Estando preso en dicho castillo, a la edad de 50 años se casó con su sobrina Francisca Pizarro Yupanqui (n.1534-1598), hija de Francisco Pizarro y de Quispe Sisa. De esta unión tuvo cinco hijos: Francisco, Juan, Gonzalo, Isabel e Inés, cuya descendencia se ha extinguido. Los actuales descendientes de Hernando provienen de su unión con Isabel Mercado, con quien tuvo un amorío estando en el Castillo de la Mota.
Francisca Pizarro Yupanqui, así como su hermano Gonzalo, fallecido en la infancia, habían sido nombrados herederos legítimos del Marqués de la conquista por real cédula dada en Monzón (Huesca, España) el 12 de octubre de 1537, por parte de Carlos I. A Francisca la había acompañado en su viaje a España su padrastro, Francisco de Ampuero, alcalde Lima, segundo esposo de su madre (Inés Huaylas), y compañero de armas de Francisco Pizarro.
Hernando fue puesto en libertad el 17 de mayo de 1561, pero en 1566 se le embargaron todos los bienes y en 1572 se dio la sentencia definitiva, condenándosele a pagar 4.000 ducados de oro y a destierro perpetuo de Indias.

### Últimos años y fallecimiento
En Trujillo inició la edificación del llamado Palacio de la Conquista, que todavía existe en la Plaza Mayor de dicha ciudad. En 1578 fundó un mayorazgo, una iglesia y un hospital.
Ya muy achacoso y ciego, falleció en 1580, siendo sepultado en la iglesia trujillana de San Francisco.

## Obra escrita
- Carta a los oidores de la Audiencia de Santo Domingo (1533). No es exactamente una crónica, pero se trata, cronológicamente, del primer texto sobre la conquista del Perú.